# Brielower Ausbau
Brielower Ausbau ist ein Wohnplatz in der Stadt Brandenburg an der Havel in Brandenburg. 

## Geographie
Der Wohnplatz Brielower Ausbau liegt im Norden der Stadt Brandenburg an der Landesstraße 98 unmittelbar an der Grenze zur Gemeinde Beetzsee. Jenseits der Stadtgrenze liegt auf der Seite Beetzsees der Wohnplatz Brielow Ausbau. Der Übergang von Brielower Ausbau zu Brielow Ausbau ist kontinuierlich. Beide Wohnplätze werde lediglich durch Straßen und Ortsschilder voneinander getrennt, sodass sie eine zusammenhängende urbane Siedlung bilden. Der Name Brielower Ausbau leitet sich vom nördlich liegenden beetzseeschen Ortsteil Brielow ab. Brielower Ausbau und Brielow Ausbau sind durch eine Vielzahl von Eigenheimen geprägt. Südlich Brielower Ausbaus liegt ein größeres Industriegebiet mit einem Werk der Heidelberger Druckmaschinen. Östlich gibt es einige anthropogene Seen, die sich in ehemaligen Tongruben bildeten.

## Verkehr
Eine Verbindung der Westhavelländischen Kreisbahnen mit einem Haltepunkt Brielow Ausbau wurde in den 1960er Jahren eingestellt, das seit einem Rückbau nach Norden blind endende Gleis wird als Abstellmöglichkeit für Güterwaggons genutzt. Brielower Ausbau wird an Wochentagen von den Verkehrsbetrieben Brandenburg an der Havel über die Stadtbuslinie C bedient. Daneben verkehren durch Brielower Ausbau Regionalbusse der Verkehrsgesellschaft Belzig aus der Stadt Brandenburg in die Gemeinde Beetzsee und darüber hinaus.